# Valdické Předměstí
Valdické Předměstí je část okresního města Jičín. Nachází se na východě Jičína. Prochází zde silnice II/286. V roce 2009 zde bylo evidováno 1117 adres. V roce 2001 zde trvale žilo 7595 obyvatel.
Valdické Předměstí leží v katastrálních územích Jičín o výměře 12,06 km2 a Moravčice o výměře 1,44 km2.